# بهنة بار (صالح أباد)
بهنة بار (بالفارسية: پهنه بر) هي قرية تقع في إيران في Salehabad Rural District. يقدر عدد سكانها بـ 793 نسمة بحسب إحصاء 2016.